# Teleonemia belfragii
Teleonemia belfragii är en insektsart som beskrevs av Carl Stål 1873. Teleonemia belfragii ingår i släktet Teleonemia och familjen nätskinnbaggar. Inga underarter finns listade i Catalogue of Life.